# Manaceia
Manacé José de Andrade, mais conhecido como Manacéia (Rio de Janeiro, 26 de agosto de 1921 — Rio de Janeiro, 10 de novembro de 1995) foi um compositor e instrumentista brasileiro.
Irmão dos também compositores Mijinha e Aniceto da Portela, Manacéia frequentou desde criança os blocos carnavalescos "Quem Fala de Nós Come Mosca", "Quem Nos Faz é o Capricho" e "Vai como Pode", que mais tarde originariam o Grêmio Recreativo e Escola de Samba Portela. Na Portela, Manacéia começou a tocar tamborim e mais tarde, em 1939, a compor samba para os desfiles da escola de samba. Manacéia integrou, ainda, a famosa Velha Guarda da agremiação de Oswaldo Cruz, tendo composições que passaram à história com alguns dos maiores sambas.
Em sua homenagem, uma rua do bairro de Madureira passou a se chamar Rua Manacéia, uma estação do BRT do Rio de Janeiro (Bus Rapid Transit) do corredor trans-carioca  e uma pública da rede estadual também receberam o mome do compositor.

## Composições
- Volta meu amor (c/ Áurea Maria)
- "Amor Proibido"
- Quantas Lágrimas
- Mau procedimento
- Manhã brasileira (regravada por Zeca Pagodinho em Uma Prova de Amor (álbum de Zeca Pagodinho), de 2008.)
- "Flor do Interior" (homenagem póstuma a Clara Nunes
- Brasil de Ontem"
- Raiz Venenosa" gravada por Tuco Pellegrino & Batalhão de Sambistas no disco "Peso é Peso"